# Раудерфен
Раудерфен (нім. Rhauderfehn) — сільська громада в Німеччині, розташована в землі Нижня Саксонія. Входить до складу району Лер.
Площа — 102,92 км2. Населення становить 18 341 ос. (станом на 31 грудня 2021).